# Эрнандес, Мельба
Мельба Эрна́ндес Родригес дель Рей (исп. Melba Hernández Rodríguez del Rey; 28 июля 1921 — 9 марта 2014) — кубинская общественная и политическая деятельница, революционерка и дипломат. Герой Республики Куба (2001) и Герой Труда Республики Куба (1997).

## Биография
Родилась 28 июля 1921 года. Окончила Гаванский университет, являлась доктором права и лиценциатом общественных наук. В 1950—1952 годах — представительница оппозиционной левопопулистской Партии кубинского народа — Ортодоксов. С 1952 года включилась в революционное движение против диктатуры Фульхенсио Батисты. Участвовала в штурме казарм Монкада, входила в группу героев, захватившую провинциальный госпиталь «Сатурнино Лора». Была арестована и приговорена к шести годам заключения в тюрьме Гуанахай. Выйдя на свободу в 1954 году, включилась в работу. Сыграла важную роль в распространении речи Фиделя «История меня оправдает». Входила в Национальное руководство Движения 26 Июля. Участвовала в подготовке экспедиции на «Гранме». Позднее присоединилась к Повстанческой армии в горах Сьерра-Маэстра на Третьем фронте «Марио Муньос».
После победы революции на Кубе в 1959 году Эрнандес занимала различные посты в новом руководстве Кубы. Одна из основателей Коммунистической партии Кубы и член ЦК КПК. Возглавляла Кубинский Комитет Солидарности с Вьетнамом. Вице-президент Кубинского движения за мир и суверенитет народов; член Президиума Всемирного Совета Мира, посол Кубы в Социалистической Республике Вьетнам и в Кампучии. С 1976 года депутат Национальной ассамблеи народной власти, с 1980 — генеральный секретарь Организации солидарности народов Азии, Африки и Латинской Америки.

## Признание
В 1997 году удостоена высшего звания «Герой Труда Республики Куба».
В 2001 году удостоена высшего звания «Герой Республики Куба».
В 2006 году ей присуждён титул Почетного доктора Высшей школы международных отношений.
«Для нашего народа она была одним из самых прославленных и любимых революционных борцов, незабвенным примером кубинской женщины», — говорится в заявлении центрального комитета компартии Кубы.
За своё участие в революции Эрнандес называли на Кубе «героиней Монкады» — по наименованию казарм, которые неудачно штурмовали отряды Фиделя Кастро во время борьбы с режимом Фульхенсио Батисты в 1953 году, за что позднее она была в числе других революционеров приговорена к тюремному сроку.